# László Jeney
László Jeney (Budimpešta, 30. svibnja 1923. – Budimpešta, 24. travnja 2006.), mađarski vaterpolist. 
Kao vratar odigrao je 64 utakmice za Mađarsku vaterpolsku reprezentaciju. Osvajač je zlatnih odličja na 1952. i 1956. Na OI 1948. je bio doprvakom. Pak, na OI 1960. je osvojio brončano odličje.
Na europskim prvenstvima 1954. i 1958. je bio prvakom.
Nakon što je 1956. mađarska revolucija bila ugušena, Jeney je bio među sedmoricom igrača, koji se nakon Olimpijskih igara nisu vratili u Mađarsku. Ipak, 1958. je bio opet članom mađarske izabrane vrste.